# Lo stratagemma dei bellimbusti
Lo stratagemma dei bellimbusti (The Beaux' Stratagem) è una commedia di George Farquhar portata al debutto a Londra nel 1707. Tra gli ultimi capolavori del genere della commedia della Restaurazione, l'opera di Farquhar apre la via alla maggior introspezione psicologica e attenzione a problematiche sociali che caratterizzerà le commedie di Oliver Goldsmith e Richard Brinsley Sheridan.

## Trama
Dopo aver sperperato il grosso della loro fortuna a Londra, i due bellimbusti Aimwell e Archer si recano in campagna per contrarre matrimoni vantaggiosi. Per sembrare più ricchi di quanto siano, decidono che in ogni tappa del loro viaggio uno dei duoi fingerà di essere il domestico dell'altro e al loro arrivo a Lichfield Inn Aimwell interpreta il ricco signore, mentre Archer si finge suo servo.
Dopo aver fatto qualche indagine sull'ereditiere più ricche della zona, Aimwell decide di sedurre la giovane Dorinda, di cui si innamora. Archer invece si innamora della signora Kate Sullen, intrappolata in un matrimonio infelice con il fratello di Dorinda. Alla fine della commedia Aimwell ottiene la mano e il patrimonio di Dorinda, mentre Kate ottiene il divorzio e la possibilità di un nuovo matrimonio più felice con Archer.